# Papuagrion auriculatum
Papuagrion auriculatum là một loài chuồn chuồn kim trong họ Coenagrionidae.
Papuagrion auriculatum được Lieftinck miêu tả khoa học năm 1937.